# Jamling Tensing Norgay
Jamling Tensing Norgay (népalais : जम्लिंग तेन्जिंग नोर्गे), né le 23 avril 1965 à Darjeeling, est un alpiniste et sherpa indo-népalais. Il est le fils de Tensing Norgay, qui a vaincu l'Everest avec Edmund Hillary en 1953, et de sa troisième femme, Daku. Il a lui-même gravi l'Everest en 1996, puis en 2002 accompagné de Peter Hillary, fils d'Edmund, pour les cinquante ans de la première ascension. Il a aussi participé au tournage du film documentaire Everest.